# Das Attentat (1996)
Das Attentat (Originaltitel: Ghosts of Mississippi) ist ein US-amerikanisches Filmdrama von Rob Reiner aus dem Jahr 1996. Der Film, in dem Alec Baldwin und Whoopi Goldberg die Hauptrollen spielen, beruht auf einer wahren Begebenheit. Erst nach mehr als dreißig Jahren gelingt es, den Mord an einem schwarzen Bürgerrechtler juristisch zu sühnen.

## Handlung
Der afroamerikanische Bürgerrechtler Medgar Evers wird im Jahr 1963 in Mississippi hinterrücks vor seinem Haus ermordet. Der weiße Rassist Byron De La Beckwith wird des Mordes beschuldigt und in zwei darauffolgenden Strafprozessen von einer uneinigen weißen Jury nicht verurteilt (für eine Verurteilung wäre Einstimmigkeit nötig), da u. a. während einer der Verhandlungen der damalige Gouverneur von Mississippi die Zeugenaussage der Witwe, Myrlie Evers, unterbricht und dem Angeklagten im Gerichtssaal in aller Öffentlichkeit die Hand reicht.
1964 wurde die Segregation in den USA in der Amtszeit von Lyndon B. Johnson durch den Civil Rights Act of 1964 formal aufgehoben.  und Myrlie Evers versucht, den Fall aufgrund der Voreingenommenheit der früheren Geschworenen und der unlauteren Beeinflussung wieder aufzurollen. Der junge Staatsanwalt Bobby DeLaughter hat zuerst Zweifel, da nur noch wenige der Prozessakten und keine Beweisstücke übriggeblieben sind. Seine Ehefrau weist ihn auch darauf hin, dass die Beschäftigung mit dem Fall seine Berufung zum Richter gefährden könnte; sie selbst würde auch zum "Gespött" der Mitbürger.
Wegen der Widerlichkeit des Verbrechens sieht sich DeLaughter jedoch verpflichtet, den Fall neu aufzurollen. Er schafft es mit großer Mühe, die verlorenen Beweisstücke und die Prozessakten wiederzufinden, treibt zudem Zeugen auf, die bereit sind auszusagen, dass De La Beckwith ihnen gegenüber den Mord nach den vorherigen Prozessen gestanden hatte. In der Folge muss er auch dem Druck standhalten, den ihm weiße, rassistische Kreise sogar mit anonymen Morddrohungen aussetzen. Dank DeLaughters Bemühungen wird De La Beckwith in diesem dritten Prozess 1994 von einer gemischten Jury für schuldig befunden und zu lebenslanger Haft verurteilt. Seine Verurteilung lindert den Schmerz, den Myrlie Evers seit dem Mord ertragen musste.

## Kritiken
James Berardinelli schrieb auf ReelViews, die Besetzung der Rollen sei zum Teil „unkonventionell“, aber „solide“. Alec Baldwin spiele die Hauptrolle „fein“, obwohl weit von einer Darstellung entfernt, die mit einem Oscar belohnt werden könnte. Die Darstellung von Whoopi Goldberg sei „ungleichmässig“; zum Filmanfang „nicht überzeugend“, später „stark“. Der Film verzichte „intelligent“ – anders als manche anderen Gerichtsfilme – auf überraschende Wendungen wie plötzlich auftauchende Zeugen. Er sei „hineinziehend“, aber als Plädoyer gegen Rassismus nur teilweise erfolgreich.
Das Lexikon des internationalen Films meinte: „Polit-Drama, das mehr auf Emotionen als auf die Reflexion gesellschaftlicher Prozesse setzt und auch die Charaktere seines Protagonisten wenig differenziert zeichnet. Die an Fernsehspiele erinnernde Bildgestaltung und die unter Wert agierenden Schauspieler vermitteln zudem nie das Gefühl großen Kinos.“

## Auszeichnungen
James Woods als Bester Nebendarsteller sowie Matthew W. Mungle und Deborah La Mia Denaver für Bestes Make-up wurden im Jahr 1997 für den Oscar nominiert. James Woods wurde 1997 für den Golden Globe Award nominiert. Whoopi Goldberg wurde 1997 für den Image Award nominiert. Der Film erhielt 1997 den Political Film Society Award für Menschenrechte.
Die Deutsche Film- und Medienbewertung FBW in Wiesbaden verlieh dem Film das Prädikat wertvoll.

## Hintergrund
Die Produktionskosten betrugen schätzungsweise 36 Millionen US-Dollar. Der Film spielte in den Kinos der USA ca. 13,05 Millionen US-Dollar ein.